# Romeins theater van Mainz
Het Romeinse theater van Mainz is een antiek theater in de Duitse stad Mainz (Latijnse naam:Mogontiacum).

## Het theater
Mogontiacum was een belangrijke stad aan de noordelijke grens (Limes) van het Romeinse Rijk, waar twee Romeinse legioenen gevestigd waren. Om het castellum groeide een grote civiele nederzetting. Het stenen theater werd in de eerste eeuw n.Chr. gebouwd. Mogelijk stond er voordien al een houten gebouw. Het theater had een doorsnede van 166 meter en het podium was 42 meter breed. Er konden ongeveer 10.000 toeschouwers in plaatsnemen. Hiermee is het theater van Mainz het grootste antieke theater ten noorden van de Alpen.

## Afbraak
In de 4e eeuw verliet het laatste Romeinse legioen de stad en er moest daarom een nieuwe stadsmuur gebouwd worden. Hiervoor werden vermoedelijk ook stenen van het theater gebruikt. Het gebouw lag nu buiten de stadsmuur en begon snel te vervallen. Grote blokken steen werden door de burgers verwijderd en hergebruikt. De stevig gebouwde gewelven onder het theater waren moeilijk af te breken en dit deel van het gebouw werd vanaf de 6e eeuw door een naburig klooster gebruikt als opslagruimte en catacomben. Bij opgravingen werden nog diverse lijken aangetroffen. In de middeleeuwen brokkelde het theater steeds verder af. De laatste bovengrondse restanten verdwenen in de 17e eeuw toen de Citadel van Mainz werd aangelegd. Het theater raakte daarna in de vergetelheid.

## Herontdekking
In 1884 stuitte men bij de aanleg van een spoorlijn op de fundamenten van het podiumgebouw. Men besefte niet wat was opgegraven en de antieke stenen muren werden verwijderd zodat de rails en perrons van het naburige station konden worden aangelegd. In 1914 vond men bij werkzaamheden nieuwe restanten en bleek na onderzoek wel dat dit het antieke theater van de stad was. De uitbraak van de Eerste Wereldoorlog voorkwam echter dat men een grootschalige opgraving kon doen. De opgegraven muren werden onder een laag aarde bedekt en werden wederom vergeten. Pas in 1998 werd het theater weer herontdekt. Sinds die tijd worden er wel opgravingen gehouden en is een groot deel van het theater blootgelegd.